# Боргман, Иван Иванович
Иван Иванович Боргман (12 (24) февраля 1849, Санкт-Петербург — 9 (22) мая 1914, Санкт-Петербург) — русский физик; заслуженный профессор, с 1905 года — ректор Императорского Санкт-Петербургского университета.

## Биография
Родился 12 (24) февраля 1849 года в Санкт-Петербурге. Отец — Иван (Ян) Боргман, уроженец Финляндии; мать — русская.
В 1866 году окончил 2-ю Санкт-Петербургскую гимназию. В том же году успешно поступил на физико-математический факультет Императорского Санкт-Петербургского университета. В 1870 году окончил курс со степенью кандидата, и был оставлен на кафедре ещё на два года (1871—1873) для подготовки к экзамену на степень магистра. Читал лекции на Владимирских женских курсах и в одном из средних учебных заведений.
В 1873 году Боргман отправился на стажировку в Гейдельбергский университет, где слушал лекции и занимался в лаборатории Кирхгофа. В 1875 году вернулся в Санкт-Петербургский университет на должность лаборанта, и по предложению своего учителя Ф. Ф. Петрушевского занялся подготовкой диссертационной работы «pro venia legendi» (диссертации на звание приват-доцента). С 7 февраля 1875 года и до 1901 года был бессменным (ежегодно переизбираемым) редактором первого русского физического журнала — «Физического отдела» вновь образованного в 1872 году «Журнала Русского Физического общества и Химического общества» (ЖРФХО).
В 1877 году защитил диссертацию по теме «О гальваническом сопротивлении углей при различных температурах», основанную на собственных опытах, в которых впервые получил доказательные данные о резком изменении электропроводности угля разных марок при изменении его температуры и определил температурные коэффициенты углей. Этот результат тут же нашёл практическое применение в производстве угольных дуговых электрических ламп. Данные из диссертации И. И. Боргмана вошли в таблицы расчёта этих ламп и активно применялись до того, как на смену им пришли лампы накаливания.
С 1877 по 1888 годы читал лекции в Санкт-Петербургском университете в звании приват-доцента. В 1878 году защитил магистерскую диссертацию «О влиянии среды на электродинамические явления и об определении функции намагничивания жидкостей», в которой доказал на экспериментальном материале теоретические выкладки Фарадея и Максвелла о значительном влиянии магнитных свойств среды, в которой находится проводник, на его электрические свойства.
В 1881 году он создал оригинального устройства электрический конденсатор, получивший Бронзовую медаль на Международной электрической выставке в Париже.
В 1882 году И. И. Боргман защитил докторскую диссертацию «О нагревании железа при прерывчатом намагничивании», которая стала продолжением его студенческих экспериментов 1869—1870 годов. Изучив зависимости степени индукционного нагрева различных металлов от их магнитного состояния, он не только вывел зависимость этого явления от магнитных свойств металлов, но и обнаружил, что при многократном намагничивании нагрев уменьшается, предвосхитив открытие явления гистерезиса.
В 1886—1887 годах появилась монументальная работа И. И. Боргмана «Опыты над распространением электрического тока через воздух», в которой он исследовал электрические разряды в атмосферном воздухе и других газах при нормальных температурах и давлении, высказывая революционную для своего времени идею о том, что переносчиками электричества в газовой среде являются ионы газов.
Несколько последующих его работ были посвящены влиянию ультрафиолетового, рентгеновского излучения и радиоактивности на электрическое свечение газов и электрические разряды в них. Одним из первых в России он повторил опыты В. Рентгена. Совместно с А. Л. Гершуном открыл влияние рентгеновских лучей на электрический разряд. Возможно, описал в 1896 году ионизирующее действие рентгеновских лучей раньше (или по крайней мере одновременно) с самим Рентгеном. В 1897 году он обнаружил способность излучения урана вызывать термолюминесценцию.
С 1888 года — экстраординарный профессор Санкт-Петербургского университета, в 1894—1902 годах — ординарный профессор по кафедре физики и физической географии.
С 1888 года И. И. Боргман — член «Совета торговли и мануфактур». В его обязанности там входила патентная экспертиза и разбор по существу заявок на изобретения.
В 1899 году Санкт-Петербургским электротехническим институтом удостоен звания Почётный инженер-электрик — в числе первых из всего 17-ти, кому оно было присвоено.
В 1900 году, повторив опыты М. Кюри, нашёл прямую зависимость интенсивности излучения урана от его содержания
В 1901 году стал одним из основных организаторов XI Съезда русских естествоспытателей и врачей.
Под инициативе Боргмана и по его планам в 1901 году при университете был создан Физический институт, соответствовавший самым передовым требованиям того времени. Здание Физического института стало первым в России, спроектированным специально для занятий физикой. Боргман стал первым директором этого института; его личное книжное собрание дало начало библиотеке факультета.
В 1902 году И. И. Боргман получил звание заслуженного профессора.
В 1905 году стал первым избранным ректором Петербургского университета.
С 1905 года — член кадетской партии.
В 1906 году состоял членом Государственного совета от университетов.
В 1907 и в 1911 годах — один из основных организаторов I и II Менделеевских съездов.

Ряд биографов И. И. Боргмана пишут, что в 1910 году он оставил должность и университет в знак протеста против разгона студенческих волнений. Однако, это утверждение не согласуется с сохранившимся письмом И. И. Боргмана к П. Н. Лебедеву от 15 февраля 1911 года, в котором он выражает крайнее сожаление тем фактом, что ряд «прогрессивных» профессоров покинули Университет в знак протеста:
«Я не могу выразить, что испытываю в настоящее время по поводу Вашего вынужденного оставления университета. Это что-то невероятное! Университет не может потерять Вас. Неужели мыслимо изгнать из России науку? Хочу надеяться, что в скором времени Вы снова и по-прежнему будете руководить учениками в лаборатории славного Московского университета» (Архив АН СССР, ф. 293, оп. 3, № 4.)
Из этой цитаты прямо следует, что в 1911 году он по-прежнему состоял в университете, и уходить не собирался. О том, что учёный работал в Санкт-Петербургском университете вплоть до 1914 года свидетельствуют и архивно-биографические данные самого университета.
Современники отмечали принципиальный патриотизм И. И. Боргмана: все свои работы он публиковал только в России на русском языке, а в иностранных научных журналах либо публиковал только рефераты и аннотации, либо если и публиковал статьи полностью, то только спустя значительное время после опубликования в России.
В 1911 году был удостоен почётной степени Doctor of Laws (L. L. D.) университета St. Andrews в Шотландии.
В 1912 году Иван Боргман был избран депутатом (гласным) Санкт-Петербургской городской думы. В качестве депутата и члена Больничной комиссии думы попечительствовал над Петропавловской больницей.
Умер 9 (22) мая 1914 года. Похоронен 12 (25) мая 1914 года на Волковском кладбище в Санкт-Петербурге

### Преподавательская деятельность
Будучи преподавателем Санкт-Петербургского университета, И. И. Боргман реорганизовал проведение студенческих лабораторных работ, создал собственный практикум («II отдел лаборатории»), Боргман организовал в Санкт-Петербургском университете «студенческий физический семинариум», которым в последующие годы руководили профессора А. Ф. Иоффе и Д. С. Рождественский.
В Санкт-Петербургском университете Боргман читал курсы по всем разделам физики:
- Физика частичных сил — 1877—1895;
- Общий курс Физики — 1880—1913;
- О гальванизме и магнитизме — 1885—1891;
- Электричество — 1886—1913;
- Механическая теория тепла — 1889—1893;
- Электростатика — 1890—1897;
- Магнитизм и электромагнитизм — 1894—1897;
- Физика твердых и жидких тел — 1895—1899;
- Физика жидких и газообразных тел — 1895—1899;
- Теоретический курс электричества — 1898—1901.

Одновременно с началом работы в Петербургском университете, в 1875 году он начал преподавать физику на Владимирских курсах, которые вскоре закрылись, и Боргман возобновил чтение лекций на женских Бестужевских курсах в 1878 году (преподавал до 1889 года, а вновь — с 1901 по 1914 годы); с 1877 по 1899 годы был секретарём педагогического Совета женских курсов.
Кроме того, Боргман читал лекции по теплотехнике и теории электричества в Технологическом институте (1886—1889), курс теории электротехники в Электротехническом институте (1893—1914), в Институте гражданских инженеров (1882—1883) на Педагогических женских курсах (1876—1883).
Боргман преподавал физику членам Императорской семьи. В 1883—1886 годах он состоял преподавателем Наследника Цесаревича Николая Александровича, в 1886—1890 — Великого князя Георгия Александровича; с 1892 по 1894 годы преподавал физику Великой княжне Ксении Александровне, а затем — Великому князю Михаилу Александровичу.

## Основные работы и публикации
Почти все многочисленные работы И. И. Боргмана были напечатаны в «Журнале Русского физико-химического общества» (ЖРФХО).
К основным работам можно отнести:
- «О гальваническом сопротивлении углей при различных температурах» (СПб., 1877);
- «О влиянии окружающей среды на электродинамические явления и определение функций намагничивания жидкостей» (СПб., 1878);
- «О проводимости гальванического тока жидкими пластинками» (1881);
- «О нагревании железа при прерывчатом намагничивании» (1882);
- Электромагнитная теория света Максвелла. — СПб.: Тип. В. Демакова, 1882. — 27 с.;
- «О нагревании стекла конденсаторов при прерывчатой их электризации» (ЖРФХО. — 1885. — № 18, 19);
- «Опыты над распространением электрического тока через воздух» (1886—1887);
- Современные воззрения на физические явления // Отчет о состоянии и деятельности Императорского С.-Петербургского университета за 1889 год. — 1890. — С. 101—124.;
- Струевидное электрическое свечение в разреженных газах // Журнал Русского физико-химического общества. Физ. отд. Отд. первый. — 1904. — Т. 36, вып. 7. — С. 239–247.;
- Исследование некоторых русских целебных грязей в отношении радиоактивности // Журнал Русского физико-химического общества. Физ. отд. Отд. первый.. — 1904. — Т. 36, вып. 5. — С. 183—204.;
- Радиоактивность некоторых русских целебных грязей: Статья вторая // Журнал Русского Физико-химического общества. Часть физическая. Отд. первый.. — 1905. — Т. Т. 37, вып. 3. — С. 63–76.;
- Электризация изолированного проводника, находящегося в воздухе внутри металлического цилиндра, соединенного с землею: статья вторая // Журнал Русского физико-химического общества. Физ. отд. Отд. первый. — 1905. — Т. 36, вып. 5. — С. 159–173..

Монографии:
- «Магнитный поток и его действия» (1-е изд. в 1892, 2-е изд. в 1900);
- «Основания учения об электрических и магнитных явлениях» (2 тома) — 1-е издание: 1-й том в 1893, 2-й том в 1895; 2-е издание: 1-й т. 1897, 2-й т. 1899;
  - Основания учения об электрических и магнитных явлениях. В 2 ч. / Ч. 1: Электростатика и электрический ток. — 3-е изд., измен. и доп.. — СПб.: К.Л. Риккер, 1914. — 748 с.
  - Основания учения об электрических и магнитных явлениях. В 2 ч. / Ч. 2: Магнетизм, электромагнетизм и электродинамика. — 3-е изд., измен. и доп.. — Петроградъ: К.Л. Риккер, 1916. — 496 с..

Сборник «Новые идеи в физике» — 1-й выпуск в 1911, 2-й, 3-й и 4-й выпуски — в 1912.
Курсы лекций:
- Общий курс физики по лекциям проф. И.И. Боргман. — СПб.: Изд-во изд. ком. при физ.-мат. фак. СПб. унив., 1912. — 626 с.

Мемуары:
- Боргман И. И. Памяти Ф. Ф. Петрушевского // Журнал Русского физико-химического общества. Часть физическая. Отд. первый.. — 1904. — Т. 36, вып. 3. — С. 51–55.
- Петр Николаевич Лебедев. — СПб.: Сенатская тип., 1912. — 28 с.

Всего Иван Иванович Боргман опубликовал 82 научных и научно-популярных статьи, 8 мемуаров о различных учёных и 35 курсов лекций.

## Награды и премии
- 1881 — Бронзовая медаль Международной электрической выставки в Париже.
- 1899 — Почётный инженер-электрик.
- 1911 — Doctor of Laws (L. L. D.) университета St. Andrews в Шотландии.

## Семья, потомки
Супруга — Аделаида Александровна Боргман (в девичестве Поссе), сестра математика Константина Александровича Поссе. Их дети:
- старший сын — Александр Иванович Боргман (1879—1942) — историк, профессор Петроградского университета; преподавал также в петербургском Третьем реальном училище и в Николаевском сиротском институте; погиб в блокадном Ленинграде в феврале 1942 года. Жена — Надежда Орестовна Боргман (1879—1942), дочь Ореста Даниловича Хвольсона.
- младший сын — Иван Иванович Боргман[15] (1883―1939) — коллежский секретарь, чиновник особых поручений при министре торговли и промышленности. В советское время химик-органик, доцент Ленинградского планового института (ЛПИ), доцент Ленинградского химико-технологического института (ЛХТИ), с 1933 и до кончины — доцент Ленинградского Гос. педагогического института. Одновременно с 1924 работал научным редактором в Гос. издательстве и Ленинградском отделении ОНТИ. Его жена — Любовь Борисовна Боргман.
- старшая дочь — Вера Ивановна Боргман (1877-?), в замужестве — Михельсон, врач.
- младшая дочь — Мария Ивановна Боргман (1883-?).

## Архивные материалы
Центральный Государственный исторический архив Санкт-Петербурга (ЦГИА):
- ЦГИА СПб. Ф.14. Оп.3. Д. 39411. Боргман Иван Иванович .
- ЦГИА СПб. Ф.14. Оп.3. 14841. Журнал публичного собрания факультета по защите И. И. Боргманом диссертации на степень магистра.
- ЦГИА СПб. Ф.14. Оп.1. Д. 7231. О допущении к экзамену кандидата Ивана Боргмана на степень магистра физики.
- ЦГАЛИ СПб. Ф. 97. Оп. 3. Ед. хр. 822. Л. 57—58.
- ЦГИА СПб. Ф.139. Оп.1. Д. 15958. Боргман Иван Иванович — профессор С.Петербургского университета.
- ЦГИА СПб. Ф.139 Оп.1. Д. 6815. Об определении при С.-Петербургском университете В.Куторги исполняющего должность консерватора ботанического кабинета М.Львова лаборантом химической лаборатории и Боргмана -консерватором физического кабинета.
- ЦГИА СПб. Ф. 139. Оп.1. Д. 6846. Об учреждении при С.-Петербургском университете 8-ми лаборантских должностей, одного вольнонаемного мастера-механика, назначение суммы на их содержание и добавочного 5-ти консерваторам, должности ассистента при преподавателе судебной медицины, об утверждении в данной должности Истомина, сверхштатного лаборанта при физическом кабинете и об утверждении Боргмана и об увеличении суммы, отпускаемой на содержание физиологического кабинета в 1500 рублей.
- ЦГИА СПб Ф.139. Оп.1. Д. 15959. Боргман Аделаида Александровна — вдова профессора С.Петербургского университета.